# كالكيدون (ثيسالونيكي)
خالكيدونا (Χαλκηδών) هي بلدة صغيرة في بلدية خالكيدونا في مقاطعة سالونيك في منطقة مقدونيا الوسطى. كانت المقر الإداري لبلدية خالكيدونا الريفية السابقة من عام 1928 ومقر بلدية خالكيدونا منذ الإصلاح البلدي لعام 1997 إلى الإصلاح الإداري لعام 2010. كان المكان يسمى جيالياتزيك حتى عام 1926. تقع خالكيدونا شمال غرب سالونيك، على الضفة الغربية من نهر أكسيوس.

## التاريخ
تقع مدينة ألانتي القديمة قرب المدينة الحديثة.  ذكر الاسم الجغرافي أتالانتين (باليونانية القديمة Ἀταλάντην) من قبل ثوقيديدس. تم إدراج مدينة آلانتي لاحقا من قبل ستيفان البيزنطي.
هناك مقبرة محفوظة من العصر البيزنطي ويقال أن البوغوميل مدفونون هناك أيضًا. كنيسة الرسل بطرس وبولس تعود أيضًا إلى هذه الفترة. تم تسجيل الكنيسة كنصب أثري. كان المكان يسمى جيالتزك (Γιάλετζικ) تحت الحكم العثماني. احتل الأتراك المنطقة حوالي عام 1430.
في العصر الحديث ، تم توطين العديد من اللاجئين من المناطق التركية وتم تغيير اسم المكان إلى خالكيدون(Χαλκηδών). جاءت بعض عائلات اللاجئين من خلقيدون (قاضي كوي). أتت عائلات أخرى من بيرغوس وشيلا.